# Giftgas (Film)
Giftgas ist ein Stummfilmdrama von Michail Dubson aus dem Jahr 1929.

## Handlung
Arnold Horn, ein junger idealistischer Chemiker, entdeckt eine Verbindung, die für die Herstellung eines wirksamen Düngemittels genauso wie für tödliches Giftgas verwendet werden kann. Gegen seinen Willen setzt die Leitung der chemischen Fabrik die Produktion von Giftgas durch, um so den Wert ihrer Aktien zu steigern. Als der Konzernchef ten Straaten sich obendrein noch an Horns Frau Ellen heranmacht, verliert der Erfinder die Nerven. Als er in seiner Verzweiflung in die Fabrik einzudringen versucht, schießt der Direktor Hansen auf ihn und trifft dabei einen Gasbehälter. Das Gas strömt aus und es kommt zu einer Katastrophe, die alles menschliche Leben in der Stadt auslöscht. In der Schlussvision des Films erheben sich die Toten des Ersten Weltkriegs und prangern den Einsatz von Giftgas an.

## Hintergrund
Der Film entstand in Berlin nach dem Bühnenstück Giftgas über Berlin von Peter Martin Lampel für die Film-Produktion Löw & Co. GmbH (Emil Löw, Dr. Kurt Kern). Das Drehbuch schrieben Peter Martin Lampel und der russische Autor Natan Sarchi.
Die Produktion wurde von Paul Michael Bünger geleitet. Die Filmbauten schuf August Rinaldi, Aufnahmeleiter war Adolf Rosen.
Photographiert hat die Handlung der ungarische Kameramann Akos Farkas. Ihm stand der Russe Eduard Tissé zur Seite, den eigene leidvolle Erfahrung mit dem Gegenstande verband.
Den unglücklichen Erfinder spielte Hans Stüwe, seine Frau Ellen war Lissy Arna. Den Konzernchef ten Straaten gab Fritz Kortner, den Direktor Hansen Alfred Abel. Die russische Schauspielerin Vera Baranowskaja war in der Rolle einer Arbeiterfrau zu sehen.
Die Herstellung des Filmes wurde von der pazifistisch gesinnten Deutschen Liga für Menschenrechte gefördert. An der Inszenierung der Schlussvision war der russische Regisseur Sergej Eisenstein beteiligt.
Der Film lag der Filmprüfstelle Berlin am 8. November 1929 zur Prüfung vor.
Die Uraufführung fand am 13. November 1929 in Berlin im Marmorhaus am Kurfürstendamm statt, das als „Schauplatz filmhistorisch wichtiger, zuweilen stark umstrittener Filmpremieren“ gilt; die Musik zur Uraufführung komponierte und dirigierte Werner Schmidt-Boelcke. Der Musikkritiker Kurt London rezensierte sie im Fachblatt „Der Film“ 1929 wie folgt: „Die Gesamtlinie der Musik war außerordentlich geschlossen und steigerte sich zu dem allegorischen Schluß von dem verhaltenen Anfang her zu einem gewaltigen, sorgsam vorbereiteten Crescendo.“
Der Film lief auch in Japan, wo er am 5. März 1931 Premiere hatte.
Dem Film wie auch dem Bühnenstück, das sogleich verboten wurde, lagen reale Zeitgeschehnisse zugrunde: die geheime Aufrüstung der Reichswehr unter General von Seeckt und ein Unfall in einem illegalen Giftgasdepot der Firma Stoltzenberg in Hamburg, bei dem 1928 acht Menschen starben und hunderte verletzt wurden.

## Rezeption
Der Film wurde besprochen u. a. in der Weltbühne Berlin Nr. 47 vom 19. November 1929 und in der Frankfurter Zeitung Nr. 885 vom 27. November 1929.

„Der Film … konzentriert sich vor allem auf die Geschichte des Wissenschaftlers, der seine Erfindung nicht mehr für sich behalten kann und im Kampf gegen die Industrie unterliegt. In der Aktualität des Themas liegt die wesentliche Wirkung des Films, der in seiner Gestaltung unausgeglichen ist … Interessantes steht neben Dilettantischem und Unbewältigtem. […] Bewegend sind einige Szenen mit der Schauspielerin Vera Baranowskaja als Frau des Werkstattleiters. Auf ihrem Gesicht zeigt sich das Leid und die Betroffenheit der Mutter; sie ist auch in der Lage, ihren Protest groß auszustellen.“

Viele Kritiker bemängelten, dass die Bilder des Films zwar stark wirkten, jedoch nur in eine klischeehafte Geschichte eingebettet waren und melodramatische und gesellschaftliche Konflikte unzulässig verquickt wurden. Der Film nötigte aber selbst seinen Gegnern Respekt ab.
Fritz Olimsky schrieb dazu am 14. November 1929 in der Berliner Börsen-Zeitung: „Genau wie das bei den Russenfilmen der Fall ist, kann man auch hier die künstlerische Note keinesfalls leugnen. Die Darstellung muß, vom Gesichtspunkt der Tendenz betrachtet, als geradezu glänzend bezeichnet werden.“

„…die Toten stehen aus den Gräbern auf und schweben anklagend über die Lichtreklamen der Berliner Firmen Bechstein und Kempinski. ‚Seid menschlich!‘ rufen sie, aber das Publikum eilt schon zu den Garderoben. So macht man keine Propaganda. Tendenzwirkungen können von einem Kunstwerk nur dann ausgehen, wenn es die Schrecken der Realität zeigt. Hier aber macht man ein Puppenspiel aus einer ernsten Sache, läßt man den mächtigen Bundesgenossen Film unausgenutzt.“

„Wenn irgendein Film, so veranschaulicht uns dieser, welche Giftgase sich in unserer Filmproduktion entwickeln. Die Berliner Firma Loew & Co. hat mit ihm um jeden Preis die Konjunktur ausnutzen wollen. Lampel ist aktuell, Giftgas ist sensationell. Also dreht man nach Lampels Bühnenwerk ‚Giftgas über Berlin‘ einen Reißer. Lampels politische Tendenzen werden, wie sich leicht versteht, ausgemerzt; aber das macht nichts, bleibt doch das Giftgas noch übrig. Die Zensur verstümmelt den Rest; kein Unglück, das Publikum wird das Giftgas schon schlucken […] Von der Verlogenheit des ganzen Machwerks, in dem Kortner und Abel durchaus fehl am Platze sind, gibt die Tatsache einen Begriff, daß eine Privataffäre zur Ursache des öffentlichen Unglücks erhoben wird. Triebe nicht eine albern genug motivierte Eifersucht den Erfinder zur Verzweiflung, so ginge sein Giftgas niemals in alle Winde. Nicht etwa der Krieg, sondern ein persönliches Mißverständnis bringt hier der Bevölkerung ein prächtig arrangiertes Verderben …“